# Carter-Effekt
Der Carter-Effekt bezeichnet das gehäufte Wiederauftreten von multifaktoriell vererbten Krankheiten, wenn das seltener betroffene Geschlecht betroffen ist.
Dieses Phänomen wurde zum ersten Mal 1961 von Cedric Carter beschrieben. Dieser beobachtete, dass Frauen, die in der Kindheit an einer hypertrophen Pylorusstenose erkrankt waren, häufiger Kinder bekamen, die ebenfalls erkrankten, als dies bei Kindern von erkrankten Männern der Fall war. Außerdem hatten die betroffenen Frauen auch häufiger andere Verwandte, die erkrankt waren. Die hypertrophe Pylorusstenose tritt bei Mädchen etwa 5-mal seltener auf. Der Effekt wird u. a. auch bei der Multiplen Sklerose beobachtet, welche allerdings bei Männern seltener auftritt. Zur Erklärung dieses Phänomens kann man die Theorie des sog. „Schwellenwert-Effekts“ heranziehen: Ein Merkmal kommt phänotypisch erst dann zur Ausprägung, wenn eine bestimmte Anzahl an genotypischen Veränderungen vorliegt, dann aber vollständig (Alles-oder-Nichts-Prinzip). Dieser Schwellenwert scheint sich bei einigen Krankheiten geschlechtsspezifisch zu unterscheiden.